# San Zeno Naviglio
San Zeno Naviglio är en ort och kommun i provinsen Brescia i regionen Lombardiet i Italien. Kommunen hade 4 763 invånare (2018).